# Avstrijske zvezne železnice
Avstrijske zvezne železnice (nemško Österreichische Bundesbahnen, uradno Österreichische Bundesbahnen-Holding Aktiengesellschaft; slovensko Javno podjetje Holding Avstrijske zvezne železnice) in prej Bundesbahn Österreich ali BBÖ), zdaj splošno znano kot ÖBB, je nacionalni železniški sistem Avstrije in upravljavec lihtenštajnskih železnic. Skupina ÖBB je v celoti v lasti Republike Avstrije in je razdeljena na več ločenih podjetij, ki upravljajo infrastrukturo in opravljajo storitve potniškega in tovornega prometa.
Avstrijske zvezne železnice so imele dve ločeni obdobji obstoja. Z imenom Bundesbahn Österreich so bile ustanovljene leta 1923 kot naslednik Cesarskih kraljevih avstrijskih državnih železnic (kkStB), vendar je bilo podjetje med anschlussom (1938–1945) vključeno v Deutsche Reichsbahn. Leta 1947 je bilo reformirano pod nekoliko drugačnim imenom Österreichische Bundesbahnen in v tej obliki obstaja še danes.
Večje spremembe, ki se trenutno izvajajo v avstrijskem železniškem omrežju, so gradnja Koralmske železnice, baznega predora Semmering in povezave baznega predora Brenner z Italijo.
Raziskave Eurobarometra, izvedene leta 2018, so pokazale, da je raven zadovoljstva avstrijskih potnikov v železniškem prometu med najvišjimi v Evropski uniji, ko gre za točnost, zanesljivost in pogostost vlakov. Poleg tega ÖBB s svojo blagovno znamko NightJet upravlja z največjo floto nočnih vlakov v Evropi.
Za razliko od drugih večjih železniških podjetij v Evropi, ki ponujajo fleksibilnejšo politiko odpovedi, ÖBB ponuja samo dve vrsti vozovnic: vozovnice, ki jih ni mogoče zamenjati/nevračljive, in vozovnice po polni ceni.

## Trenutna struktura
Z zakonom iz avgusta 2009 je bila organizacijska struktura iz leta 2005 dodatno spremenjena; železnice so pod nadzorom ÖBB-Holding AG, holdinga v stoodstotni lasti avstrijske države, pod ministrstvom za promet.
Holding ima številne hčerinske družbe:
- ÖBB-Personenverkehr AG (potniški promet)
  - ÖBB-Postbus GmbH
  - ÖBB-Produktion GmbH (50 % podružnica)
  - ÖBB-Technische Services GmbH (49-odstotna podružnica) (vzdrževanje železniških vozil)
  - Rail Tours Touristik GmbH
- Rail Cargo Austria AG (RCA) (tovorni promet)
  - Rail Cargo Hungaria Zrt.
  - ÖBB-Produktion GmbH (50 % podružnica)
  - ÖBB-Technische Services GmbH (51-odstotna podružnica)
  - Rail Cargo Logistics – Austria GmbH
- ÖBB-Infrastruktur AG (Načrtovanje, upravljanje in gradnja infrastrukture)
  - ÖBB-Immobilienmanagement GmbH
  - Mungos Sicher & Sauber GmbH (varnost in čiščenje)
  - Rail Equipment GmbH
- ÖBB-Business Competence Center GmbH
- ÖBB-Werbung GmbH
- Q Logistics GmbH (60 % hčerinsko podjetje) (skladiščenje in transport)
- ÖBB-Finanzierungsservice GmbH
- iMobility GmbH (razvijalec mobilnih aplikacij)

## Infrastruktura
Infrastrukturo avstrijskega omrežja v državni lasti upravlja ÖBB-Infrastruktur AG, ki je nastala iz nekdanjih enot, povezanih z infrastrukturo, vključno z Brenner Eisenbahn GmbH. Zdaj upravlja z 9.740 km proge, 788 signalnih omaric, 247 predorov, 6.207 mostov in osem hidroelektrarn (HE) za 16.7. Hz sistem elektrifikacije in dve HE za 50 Proizvodnja energije v Hz.
Od leta 2009 je imelo 17.612 zaposlenih.
| Österreichische Bundesbahnen | Österreichische Bundesbahnen   |
| ---------------------------- | ------------------------------ |
| Prodaja                      | Infrastruktura                 |
| Potniški promet              | omrežje                        |
| Tovorni promet               | Skladbe                        |
| Trakcija                     | Signalna/sistemska tehnologija |
| Tehnične storitve            | Telekom                        |
| Elektrarne                   | Energetsko omrežje             |
| Upravljanje objektov         | Načrtovanje/inženiring         |
|                              | Upravljanje objektov           |

## Statistika
Po letnem poročilu 2013 ima družba 39.513 zaposlenih, od tega 24.251 redno zaposlenih in 1.663 vajencev. Leta 2013 je ÖBB-Personenverkehr AG prepeljal 469 milijonov potnikov, od tega 235 milijonov avtobusnih potnikov. ÖBB ima
- 4.859 km poti; 72 % elektrificiranih
- 1.128 železniških postaj
- 1.093 lokomotiv
- 2.799 osebnih vozil
- 26.518 tovornih vagonov
- 2.200 avtobusov
- Avtobusne storitve ÖBB potujejo 52.500.000 km na leto.

## Železniške povezave do sosednjih držav
Vse sosednje železnice imajo enako širino.
- Češka — sprememba napetosti in frekvence na 25 kV 50 Hz AC
- Nemčija — enaka napetost in frekvenca 15 kV 16.7 Hz AC
- Madžarska — sprememba napetosti in frekvence na 25 kV 50 Hz AC
- Italija — sprememba napetosti in frekvence na 3 kV DC
- Liechtenstein — enaka napetost in frekvenca 15 kV 16.7 Hz AC
- Slovaška — sprememba napetosti in frekvence na 25 kV 50 Hz AC
- Slovenija — sprememba napetosti in frekvence na 3 kV DC
- Švica — enaka napetost in frekvenca 15 kV 16.7 Hz AC

## Aktivni vozni park

### Električne lokomotive
- ÖBB razred 1293 Vectron
- Razred ÖBB 1016/1116/1216 Bik
- ÖBB razred 1144
- ÖBB razred 1142
- ÖBB razred 1163
- ÖBB razred 1063

### Dizelske lokomotive
- Razred ÖBB 2016 Hercules
- ÖBB razred 2143
- ÖBB razred 2043
- ÖBB razred 2070 Hector
- ÖBB razred 2068
- Rotacijski snežni plug ÖBB razreda 2080/2081

### Električne multi enote
- ÖBB razred 4011 ICE T
- ÖBB razred 4023/4024/4124 Talent
- ÖBB razred 4020
- ÖBB razred 4746

### Dizelski vlaki
- ÖBB razred 5022 Desiro
- ÖBB razred 5047

### Vzdrževalni vlaki
- ÖBB razred X630
- ÖBB razred X629.9
- ÖBB razred X626
- ÖBB razred X556.1
- ÖBB razred X554.3
- ÖBB razred X552
- ÖBB razred X534